# الدوري الهولندي الدرجة الأولى 1985–86
الدوري الهولندي الدرجة الأولى 1985–1986 هو الموسم الثلاثون من الدوري الهولندي الدرجة الأولى منذ إنشائه في عام 1956. فاز بهذا الموسم أدو دين هاغ.http://www.rsssf.com/tablesn/ned86.html

## الفرق
يشارك 20 نادي في الدوري: النادي الذي يحتل المرتبة الأولى في هذا الدوري يتأهل مباشرة إلى الدوري الهولندي الممتاز، تأهل في هذه الدوري أدو دين هاغ.